# Francisco Matto
Francisco Alberto Matto Vilaró (Montevideo, 18 de octubre de 1911-15 de septiembre de 1995) fue un artista plástico uruguayo.

## Biografía
Fue un dibujante y pintor uruguayo, que nació en Montevideo, Uruguay en el año 1911, se caracterizó por ser autodidacta en ambas disciplinas, pero se especializó particularmente en arte precolombino, luego de conocer el arte a través de un viaje que realiza a Argentina en 1932, para luego en 1939, ingresar al taller de Joaquín Torres García, convirtiéndose años más tarde en miembro fundador del taller.
En el año 1962, el Banco Central del Uruguay le encargó el diseño de una moneda conmemorativa para FAO, que ganó en 1971 el premio Geseliscraft Fur Internationale Geldgeschichte en Alemania.

## Características de sus obras
Por tratarse de un artista constructivista, sus obras tratan de transmitir la idea de espacio y tiempo de manera dinámica, siempre plasmando en ellas su pasión por el monte nativo. 
En sus pinturas y esculturas se pueden encontrar todos los símbolos referentes a las plantas y animales, ya que él amaba la naturaleza.
Intentando aprovechar al máximo los materiales como la madera que se encontraban en el estado más crudo considerado por el artista.

## Exposiciones individuales
1994 Cecilia de Torres, Ltd. Nueva York.
1993 Galería Moretti, Montevideo.
1989 "Matto obra monumental", exposición retrospectiva, Subte Municipal de Montevideo.
1975 Galería Contemporánea, Montevideo.
Exposiciones colectivas (selección): 1971 XXXV, Salón Nacional de Artes Plásticas, Montevideo.
1997 La Escuela del Sur, Museo del Banco Central San José de Costa Rica y Museo de Bellas Artes, Caracas, Venezuela.
1996 The Still Lite, Cecilia de Torres, Ltd., Nueva York
Le Cerde de Torres-García, Zabriskie Gallery, París, Francia
Constructive Universalism - School of the South, OEA -
Museo de Arte de las Américas, Washington, D. C.
1995 65 Years of Constructivist Wood, Cecilia de Torres, Ltd., Nueva York.
1994 Torres-García y la Escuela del Sur, Quinta Galería, Bogotá, Colombia.
1992 El Taller Torres-García: The School of the South, Centro Reina Sofía, Madrid.
1991 Archer Huntington Museum, Austin, Texas; The Bronx Museum, New York; Museo de Monterrey y Museo Rufino Tamayo, México.
1986 Torres-García and his Legacy, Kouros Gallery, Nueva York.
1974 Sala Monzón, Madrid, España.
1970 Universalismo Constructivo, Museo Nacional de Bellas Artes, Buenos Aires.
1964 Salón Comisión Nacional de Bellas Artes, Montevideo; Jockey Cub de Montevideo.
1953 II Bienal do Museu de Arte Moderna de Sáo Paulo, Brasil.
1961-42 Taller Torres-García, todas las muestras colectivas en Uruguay y en el extranjero, incluyendo en 1950, Pan American Union Exhibition, Washington D. C..